# Hermandad de San Roque (Sevilla)

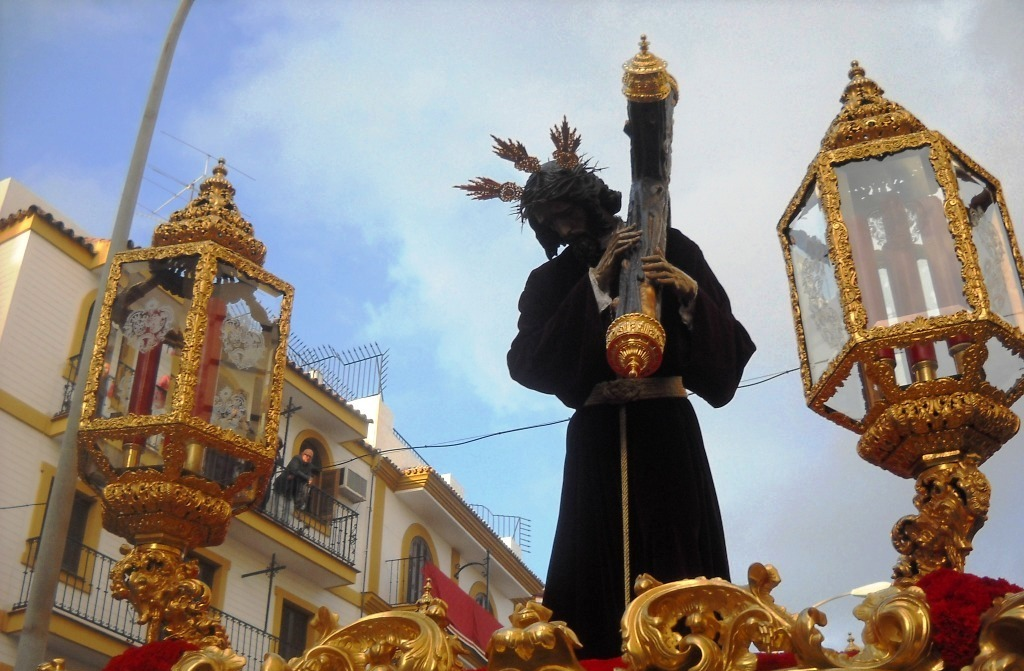
Jesús de las Penas.

La Hermandad de San Roque es una cofradía  de culto católico instaurada en la ciudad de Sevilla, Andalucía, España. Realiza su estación de penitencia el día de Domingo de Ramos, dentro de las celebraciones de la Semana Santa en Sevilla.
Su nombre completo es Real, Ilustre y Fervorosa Archicofradía del Santísimo Sacramento, Pura y Limpia Concepción y Ánimas Benditas, Santo Crucifijo de San Agustín y Hermandad de Penitencia de Nuestro Padre Jesús de las Penas y Nuestra Señora de Gracia y Esperanza.

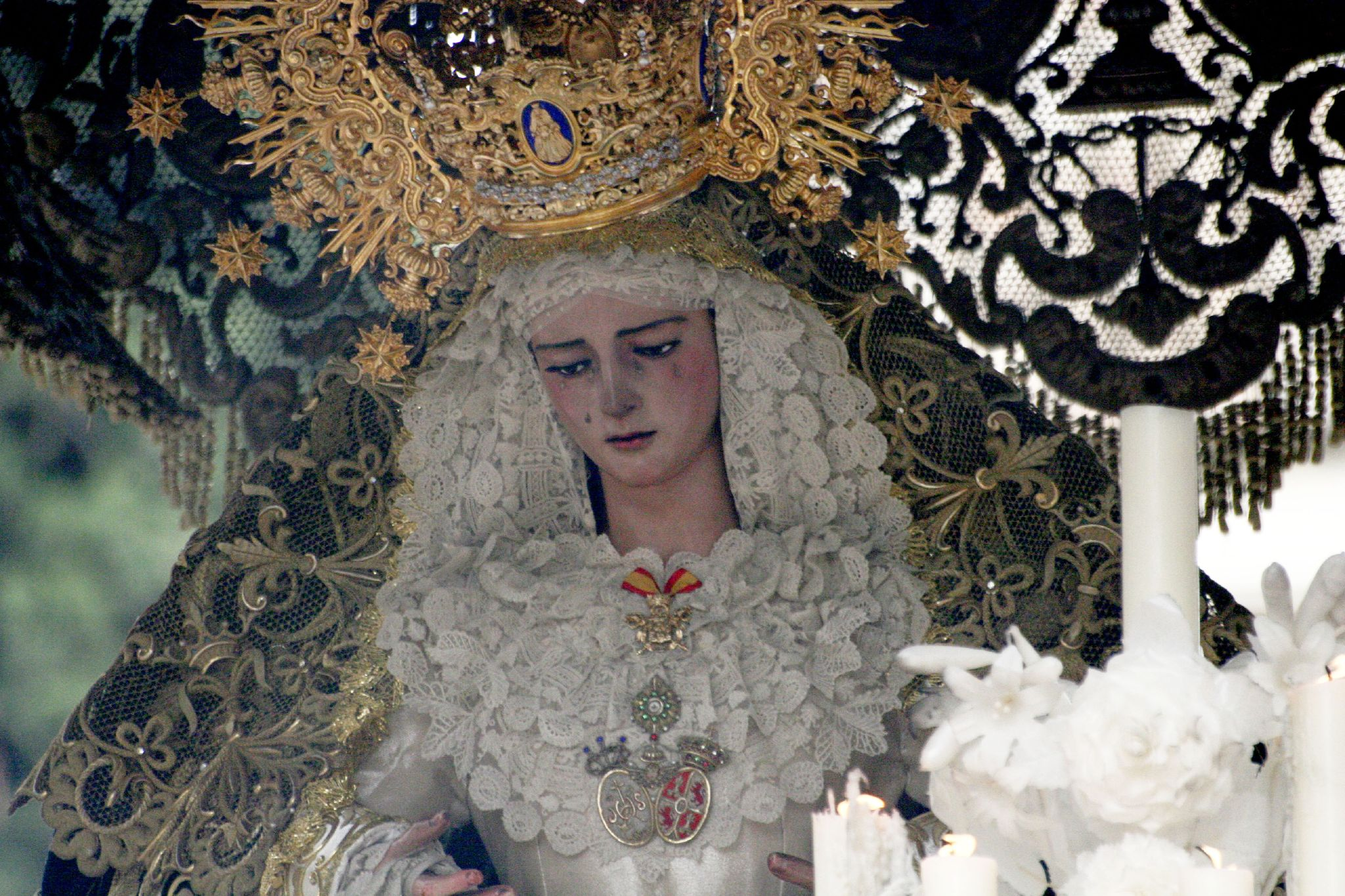
Virgen de Gracia y Esperanza.

## Historia
La hermandad se funda en 1901 como hermandad de penitencia por iniciativa de Romualdo Jiménez, párroco de la iglesia de San Roque, con un grupo de jóvenes. En 1902 se aprueban sus reglas y saldrán por primera vez el Domingo de Ramos de ese año.
Para procesionar tomaron la imagen de un Jesús con la cruz a cuestas existente en la parroquia. La imagen había sido donada a la parroquia en 1756 por un feligrés y en torno a ella se había creado una congregación femenina, la de Nuestro Señor de las Penas y María Santísima de Guadalupe.
La imagen de la Virgen la tomaron también de la parroquia de San Roque. Era una virgen que había pertenecido a la antigua Hermandad del Cristo de San Agustín, que había sido fundada en el siglo XIV y que era venerada con el nombre de María Santísima de Gracia. Era obra del escultor Blas Molner. La Virgen también había pertenecido a la ermita de la Soledad que había existido junto al humilladero de la Cruz del Campo. La ermita fue clausurada durante la invasión francesa de Sevilla, a comienzos del siglo XIX, y la Virgen pasó a la parroquia de San Roque.
En 1926 la hermandad incorporó al misterio a un Simón de Cirene.
El 18 de julio de 1936 un grupo anticlerical incendió la parroquia de San Roque y las imágenes se perdieron. En 1937 procesionó solamente con una nueva Virgen, tallada por Manuel Vergara Herrera. En 1938 lo hizo también con un nuevo Cristo, realizado por el mismo escultor.
Las esculturas de los titulares no fueron del gusto de la hermandad. Por lo que la Virgen fue realizada por Fernández-Andes en 1938  y en 1939 adquirió una imagen de Jesús que había sido expuesta en el Ateneo de Sevilla, realizada por Antonio Illanes Rodríguez.
Entre 1936 y 1944 estuvo en la iglesia de Santiago, regresando a la iglesia de San Roque tras las obras de reconstrucción. Su casa hermandad fue realizada en 1991.

## Imágenes

### Jesús de las Penas
El Señor de las Penas es obra de Antonio Illanes de 1939. Le ayuda a cargar la cruz Simón de Cirene, realizado por el mismo escultor en 1963.

### Virgen de Gracia y Esperanza
La Virgen de Gracia y Esperanza fue realizada por Fernández-Andes en 1938. En 1961 fue modificada por Sebastián Santos.

### Santo Crucifijo de San Agustín
El Santo Crucifijo de San Agustín es una obra anónima del siglo XIV que resultó destruida durante la guerra civil española. La talla actual es una replica de la original realizada en 1944 por Agustín Sánchez Cid.[cita requerida]

## Sede
Desde su fundación en 1901, la hermandad ha residido en la parroquia de San Roque. De 1936 a 1944, traslada su sede provisionalmente a la iglesia de Santiago con motivo de las obras en su sede canónica. En 2014 se trasladó de nuevo desde San Roque a Santiago por obras, saliendo de esta iglesia en la Semana Santa de ese año.
|                                                                   |
| Iglesia de San Roque (1901 - 1936; 1944 - 2014; 2014 - presente). |

|                                           |
| Iglesia de Santiago (1936 - 1944; 2014) . |

## Túnicas y cirios
Los hermanos visten durante la estación de penitencia una sotana y capa blancas; antifaces, cíngulos y botonadura de terciopelo, morado los que acompañan el paso del Cristo y verdes en los tramos de la Virgen.
Los hermanos nazarenos portan cirios blancos tanto en el cortejo del Señor de las Penas como en el de la Virgen de Gracia y Esperanza, menos en los últimos tramos de ambos que los nazarenos del Señor llevan los cirios rojos, y los de la Virgen portan la cera de color verde.

## Acompañamiento Musical
NAZARENO: Banda de Cornetas y Tambores Nuestro Padre Jesús Nazareno de Huelva.
VIRGEN: Banda de Música de la Cruz Roja.

## Galería

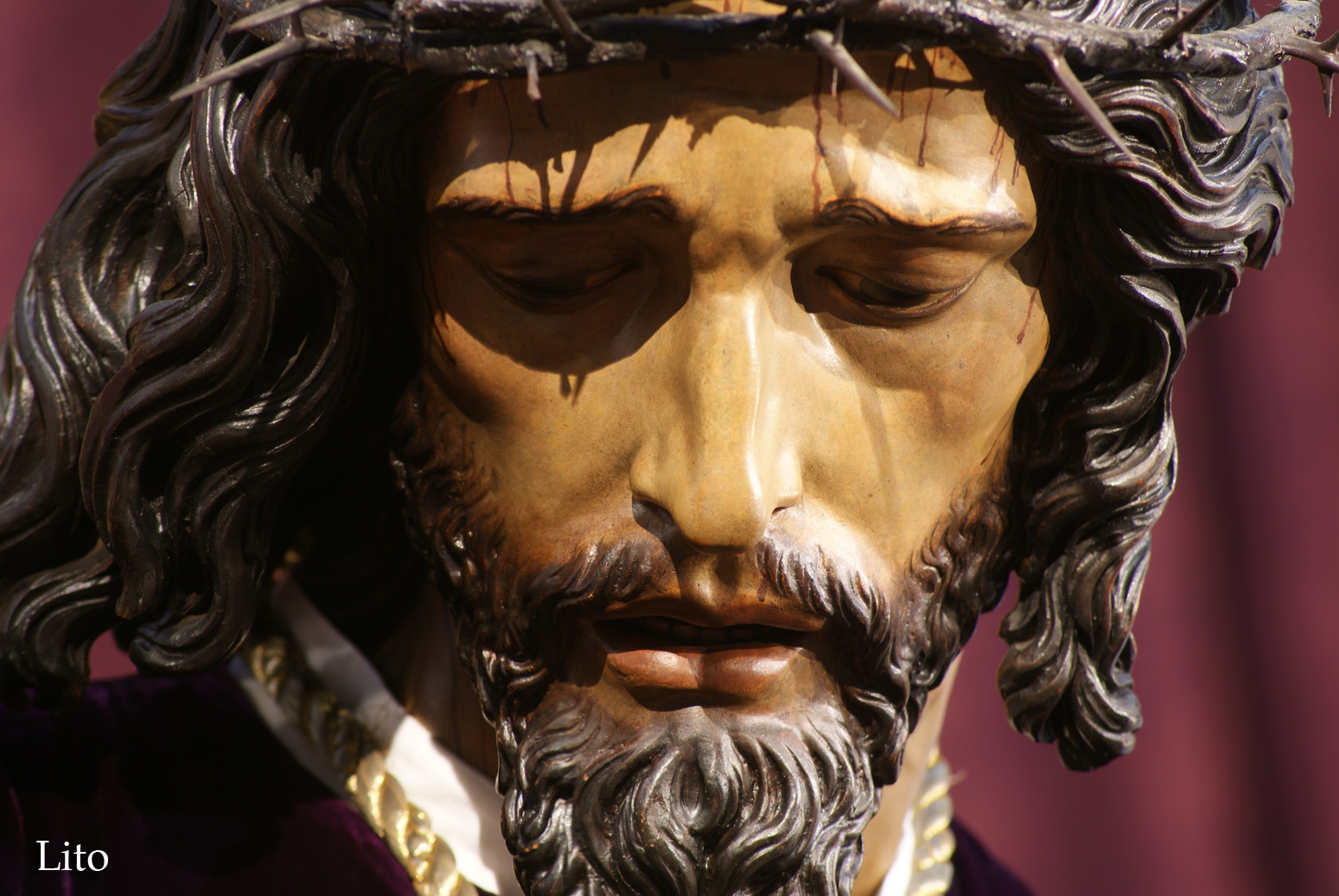
Jesús de las Penas
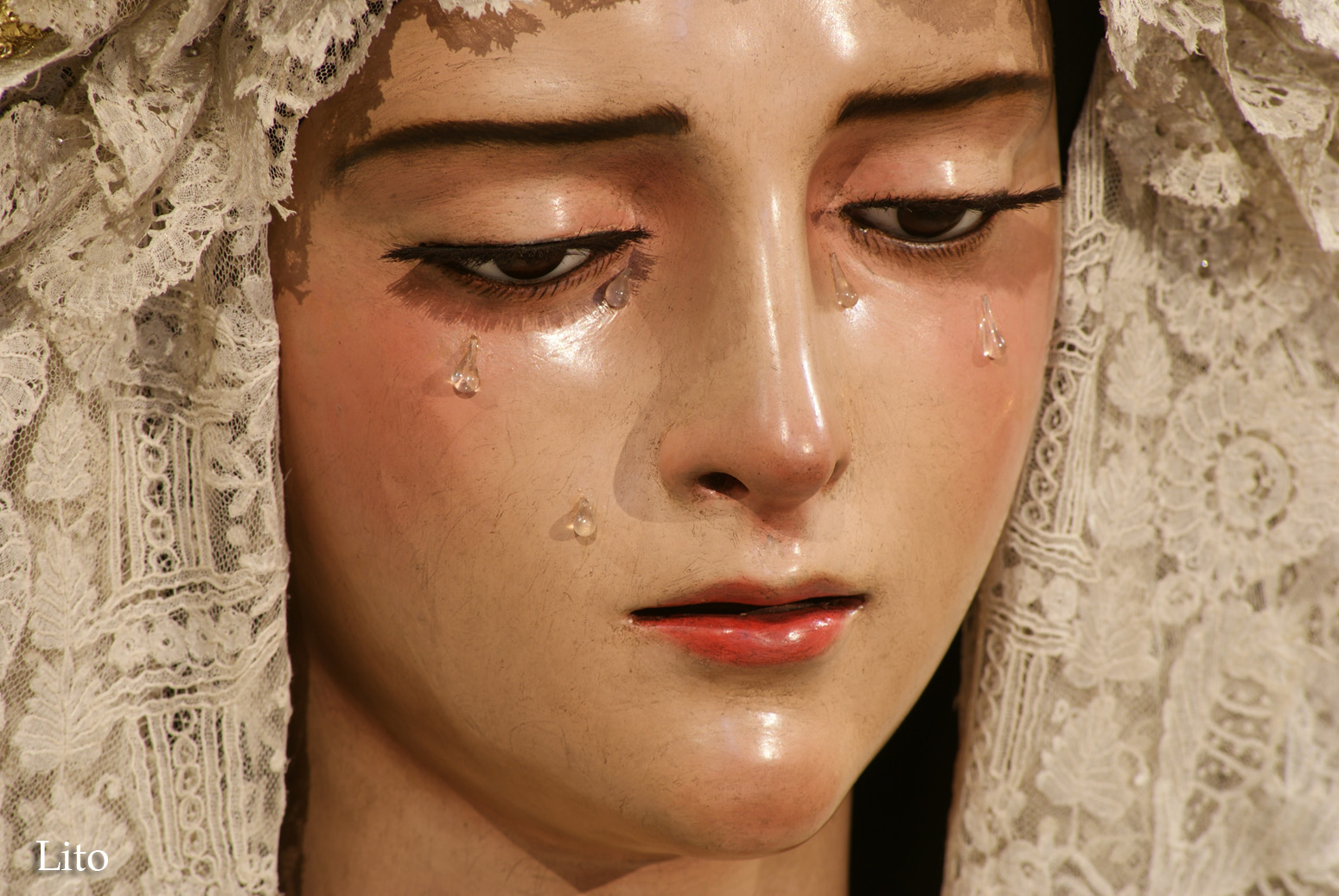
Virgen de Gracia y Esperanza
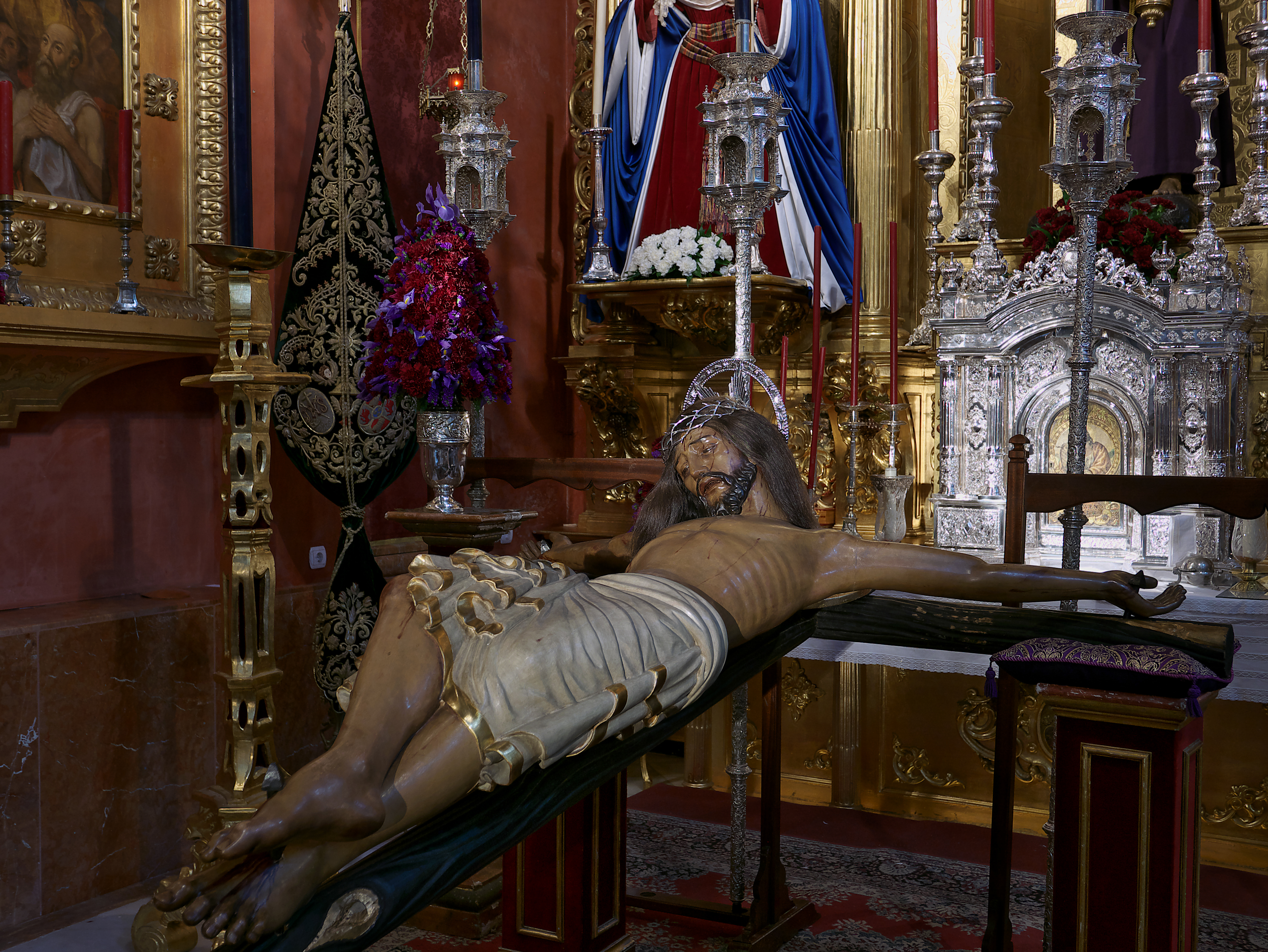
Cristo de San Agustín (sin procesionar desde 1926 hasta su salida extraordinaria en 2024)

## Paso por la carrera oficial
| Predecesor: La Cena | Orden de entrada en la carrera oficial (Domingo de Ramos) 6.º lugar | Sucesor: La Amargura |